# Міцин
Міцин (пол. Micin) — село в Польщі, у гміні Кшижанув Кутновського повіту Лодзинського воєводства.
Населення — 59 осіб (2011).
У 1975-1998 роках село належало до Плоцького воєводства.

## Демографія
Демографічна структура станом на 31 березня 2011 року:
|          | Загалом | Допрацездатний вік | Працездатний вік | Постпрацездатний вік |
| -------- | ------- | ------------------ | ---------------- | -------------------- |
| Чоловіки | 29      | 5                  | 22               | 2                    |
| Жінки    | 30      | 8                  | 16               | 6                    |
| Разом    | 59      | 13                 | 38               | 8                    |